# Юные годы
«Юные годы» — первая часть дилогии шотландского писателя Арчибальда Кронина о Роберте Шенноне, одно из самых известных произведений автора, во многом автобиографическое. Действие романа разворачивается в Шотландии, повествование ведётся от лица главного героя — Роберта Шеннона, сироты, попавшего после смерти родителей в семью дедушки по материнской линии. Отдельное место в первой книге отводится отношениям Роберта с эксцентричным прадедом, применяющим к нему грубые методы воспитания, заставляющие мальчика повзрослеть. 
В 1945 году эта книга на протяжении семнадцати недель возглавляла список бестселлеров (по версии «The New York Times»).
Вторая часть дилогии, роман «Путь Шеннона», вышла в свет в 1948 году.

## Этимология
Оригинальное название книги «Green Years», «Зелёные годы», обусловлено центральной темой произведения, а именно: взрослением Роберта, изменением его личности и взглядов. Главный герой также увлекается природой и натурализмом. Кроме того, он католик, тогда как вся его новая семья исповедует пресвитерианство (направление протестантизма). Также в романе Роберту приходилось надевать нелепую форму зелёного цвета, которую сшила его бабушка. Из-за этого он часто подвергался нападкам со стороны одноклассников.

## Структура
Роман состоит из трёх частей. В первой части рассказывается о детстве Роберта, его переезде после смерти родителей из Ирландии в Шотландию. Вторая книга фокусируется уже на подростковом возрасте главного героя, его увлечениях и переживаниях, и заканчивается трагично: Роберт теряет лучшего друга, и, кроме того, по причине внезапной болезни выбывает из борьбы за грант на обучение в медицинском университете. В третьей части читатель видит изменившегося Роберта. Войдя во взрослый мир, он почти теряет надежду на будущее, а его душевное состояние усугубляет новая пассия. В конце романа Шеннон получает известие о смерти прадедушки, который завещал ему наследство. Теперь перед Робертом открывается долгожданный путь к научной карьере.

## Фильм
Фильм по книге был выпущен в 1946 году и имел достаточную популярность. Режиссёром выступил Виктор Сэвилл, а в актёрском составе участвовали Чарльз Коберн, Беверли Тайлер, Хьюм Кронин, Глэдис Купер, Дин Стоквелл, Селена Ройл и Джессика Тэнди.